# John Paul Lepers
Pour les articles homonymes, voir Lepers.
John Paul Lepers est un journaliste, réalisateur et producteur de télévision français, né en 1957. Grand reporter successivement à France Inter, TF1, Arte, Canal+ et France Télévisions, il a réalisé ou produit une cinquantaine de documentaires. Il dirige la web TV LaTéléLibre.

## Biographie

### Famille
John Paul Lepers est le fils de Roland Hector Lepers (1921-2017), originaire de Wasquehal et de Fortuna Rosa Guilietta Billmeier (1923-2018), originaire de Londres,. Son père, résistant dès 1940, rejoint le général de Gaulle à Londres en 1942 et devient sous-lieutenant des Forces aériennes françaises libres pendant la Seconde Guerre mondiale et sa mère combat dans les Women's Auxiliary Air Force (Waaf).
Il est le père d'Elliot Lepers.

### Carrière
John Paul Lepers commence comme professeur auxiliaire à Nantes, où il participe à la création d'une radio pirate en 1981, Radio Azimut. C'est ainsi qu'il devient reporter à France Inter et donc journaliste.
Il est embauché en 1986 à TF1, alors chaîne publique où il reste pendant huit ans avant d'être licencié. À partir de 1996, il se fait connaître en réalisant des reportages pour les émissions de Canal+, dont Jeudi Investigation et Le Vrai Journal de Karl Zéro. Il y acquiert une réputation d'impertinence, en posant des questions directes aux responsables politiques et en montrant aux téléspectateurs l'ensemble de son travail de suivi et de leur approche dans les lieux de pouvoir ou pendant leurs déplacements. Il a également été chroniqueur à l'émission de Pascale Clark Tam-tam etc. sur France Inter.
En 2007, il réalise le documentaire Madâme, le film, commandé par Canal+ en 2004. Après de multiples tractations entre le journaliste et la chaîne, cette dernière refuse de diffuser ce documentaire qui est alors diffusé sur Vodeo.tv, chaine de vidéo à la demande.
Il quitte Canal+, devient reporter pour Arrêt sur images sur France 5 en janvier 2006, et crée la société de production « ON Y VA ! media ».
Un an plus tard, il crée la première web TV indépendante, LaTéléLibre.fr, laboratoire de télévision et depuis 2010 centre de formation pour les jeunes. « Reporter-citoyen » est une formation sur trois ans, créée en partenariat avec l'École des métiers de l'information (EMI), qui veut ouvrir la profession de journaliste aux jeunes des quartiers populaires.
Pendant le Tour de France 2010 et le Tour de France 2011, il réalise des petits reportages quotidiens où il va à la rencontre des gens sur la route du tour, pour chaque étape sur France 2 dans L'Après Tour.
À partir de 2009, il réalise des documentaires pour France 4 et pour l'émission 13 h 15, le samedi, diffusée sur France 2.
Du 26 janvier 2014 au 14 juillet 2018, il présente l'émission Vox Pop, diffusée sur Arte le dimanche soir, puis le samedi soir à partir du 11 mars 2017.

## Filmographie
- 2005 : Madâme, le film
- 2010 : Qui a peur de l'Islam ?